# بوروشا

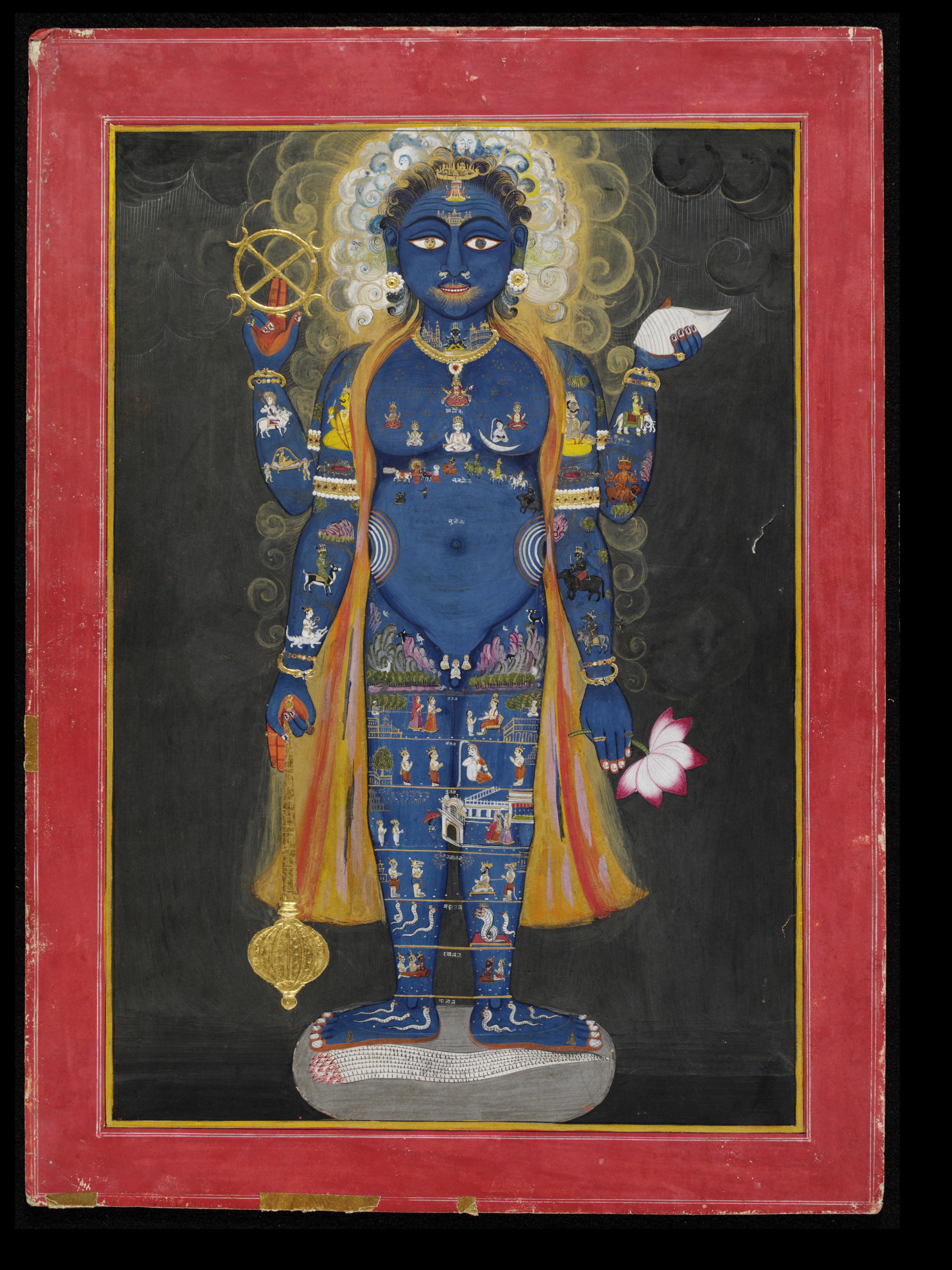
فيشنو فيشفاروبا، متحف فيكتوريا وألبرت، لندن

بوروشا (puruṣa، باللغة السنسكريتية पुरुष) عبارة عن مبدأ معقد في الفلسفة الهندوسية تطور معناه في عهود الفيدية والأوبانيشاد، وهي عبارة تحمل في معناها الذات أو الوعي أو المبدأ الكوني. تعد البوروشا في معناها أحد الأساليب في تفسير خلق الوجود.
الكلمة "بوروشا" نفسها تعني الإنسان الأول. ويُذكر أنَّ إله الكون قد ظهر من البيضة الذهبية الكونية والتي تعد رمزًا للنار، واتخذ شكل الإنسان الأول "بوروشا". وأنَّ هذا البوروشا شطر نفسه إلى قسمين: أنثى وذكر. ثم ظهر من هؤلاء أبناء إناث وذكور منهما جاءت البشرية. وبعد ذلك صنع بوروشا مع زوجته فيراج، الحيوانات وباقي المخلوقات الحية كلها.

## أسطورة الخلق
تنص إحدى الأساطير التي تتكلم عن نشأة العالم بأنَّ العالم قد نشأ نتيجة لتضحية الآلهة بالمارد الأول "بوروشا"، حيث خرجت من أجزاء جسده كل الكائنات والظواهر الكونية والطبقات الاجتماعية الأربع في الهند بل وحتى الآلهة خرجت منه كذلك. وجاء في الأسطورة الفيدية أنه "كان لبوروشا ألف رأس، وألف عين، وألف قدم. إنه حضن الأرض من كل الجوانب، ولم يكن بعيدًا. بوروشا هو الكل، ما كان وما سيكون. إنه رب الأبدية التي ينميها بالطعام (الأضاحي).. عندما وزع الآلهة أمامهم الأضحية، كان بوروشا التقدمة...".

## اقرأ أيضاً
- أساطير هندوسية